# ژان پروف
ژان پروف (فرانسوی: Jean Prouff‎; ۱۲ سپتامبر ۱۹۱۹ – ۱۲ فوریهٔ ۲۰۰۸) بازیکن و مربی فوتبال اهل فرانسه بود.
از باشگاه‌هایی که در آن بازی کرده‌است، می‌توان به باشگاه فوتبال استاد رنس، باشگاه فوتبال کان، باشگاه فوتبال رن و باشگاه فوتبال لیل اشاره کرد.
وی همچنین در تیم ملی فوتبال فرانسه بازی کرده‌است.